# Zalmoxis
Zalmoxis (grekiska Ζάλμοξις), även Salmoxis (Σάλμοξις), Zamolxis (Ζάμολξις) eller Samolxis (Σάμολξις), var en religiös och sedlig reformator hos geterna, ett folkslag i det forna Trakien.
Han sägs ha varit slav hos Pythagoras och efter sin frigivning återvänt till sina halvvilda landsmän, och bland dessa ha försökt sökte sprida sin mästares odödlighetslära och därmed sammanhängande etiska och teosofiska åskådningssätt. Han skulle därför ha levt under 500-talet f.Kr.
Efter sin död hedrades Zalmoxis med gudomlig dyrkan, där även människooffer ingick. Herodotos, som är källan till dessa uppgifter, anser det dock troligt att Zalmoxis i själva verket levde långt före Pythagoras. Mycket i Zalmoxis historia är därför oklart.
Den svenske juristprofessorn Carl Lundius gav 1687 ut en avhandling med titeln Zamolxis primus Getarum legislator där han i national-romantisk anda försökte bevisa att den svenska rätten hade förantika anor. Lundius åberopar som stöd ett pergament, som var en uppenbar förfalskning, och som på illa skrivet fornspråk intygar att Zalmoxis bedrev verksamhet i Sverige.